# Trine Bentzen
Trine Gjesti Bentzen (ur. 3 lipca 1973) – norweska zapaśniczka walcząca w stylu wolnym. Brązowa medalistka mistrzostw świata w 1990 i czwarta w 1993. Triumfatorka mistrzostw nordyckich w 1990 roku.
Wicemistrzyni Norwegii w latach 1990, 1992−1994; trzecia w 1991 i 2009 roku.